# صلاح‌الدین الشعراوی
صلاح‌الدین الشعراوی (انگلیسی: Salah El-Din El-Sahrawi; ۷ نوامبر ۱۹۲۵ – ۱۸ دسامبر ۲۰۰۸) بازیکن واترپلو اهل مصر بود.